# District d'Abbeville

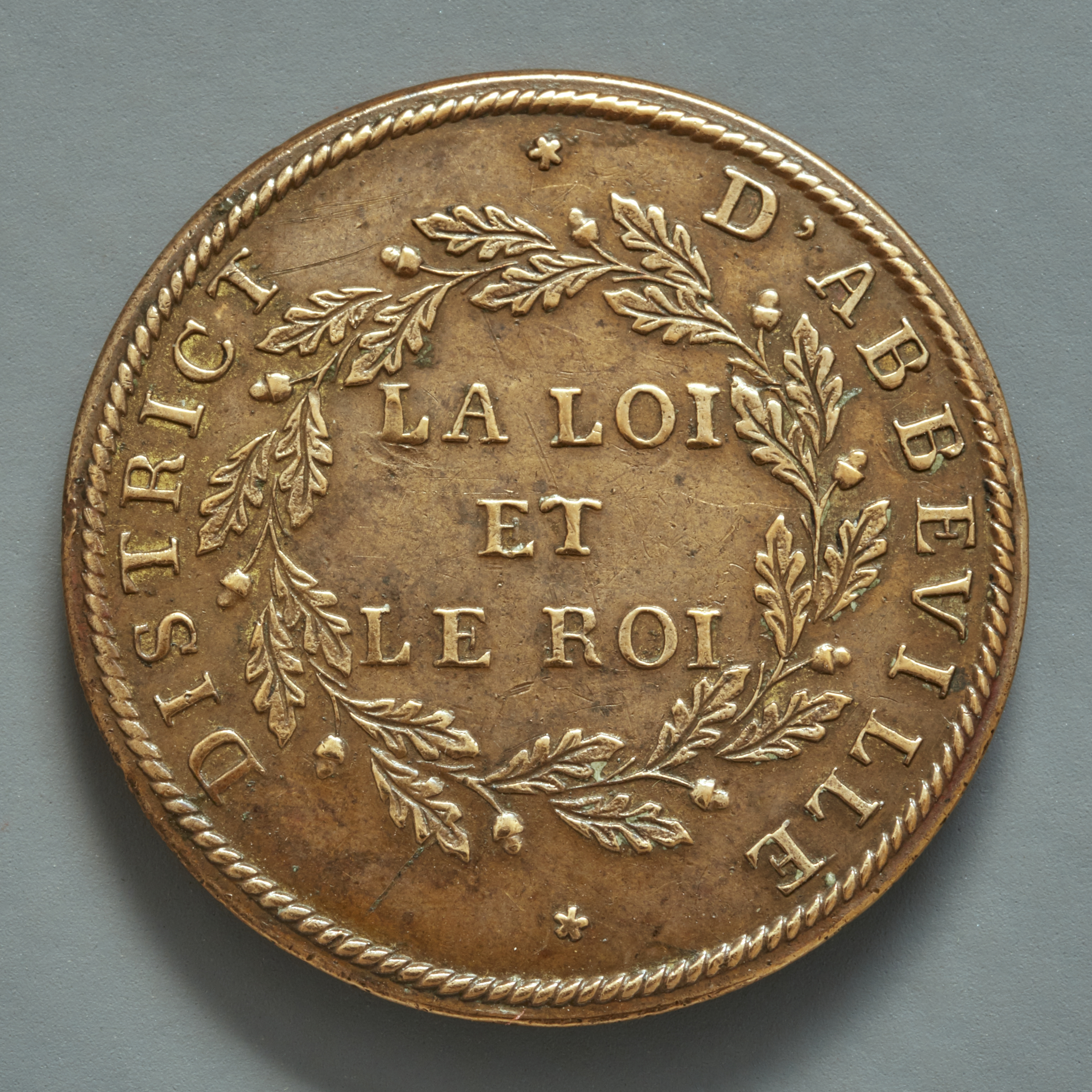
Bouton (musée Carnavalet)

Le district d'Abbeville est une ancienne division territoriale française du département de la Somme de 1790 à 1795.
Il était composé des cantons de Abbeville, Ailly, Ault, Cressy, Franleu, Gamaches, Gueschart, Hallencourt, Moyenneville, Nouvion, Rue, Saint Maxens, Saint Riquier et Saint Vallery.